# St Erth (stacja kolejowa)
St Erth – węzeł kolejowy w miejscowości St Erth w Kornwalii, w Anglii na linii kolejowej Cornish Main Line z odgałęzieniem do St Ives (linia St Ives Bay Line.  Linię do Sth Ives otwarto w 1877 roku. przyczyniła się ona znacznie do rozwoju turystyki na południowo-zachodnim wybrzeżu Kornwalii. Ma ona opinię jednej z najbardziej malowniczych linii kolejowych w Anglii. 

## Ruch pasażerski
W okresie od kwietnia 2021 do marca 2022 roku stacja obsłużyła ok. 385 710 pasażerów. Połączenie bezpośrednie do miejscowości Bristol, Exeter, Glasgow, Leeds, Londyn, Penzance, Plymouth, Swindon, St Ives.

## Obsługa pasażerów
Stacja posiada kasy biletowe, informację kolejową, WC, przystanek autobusowy, postój taksówek. Na stacji znajduje się kawiarnia, która została wyróżniona w 2009 r. w konkursie na najlepsze kawiarnie dworcowe.